# Phoenicopterus eyernsis
Phoenicopterus eyernis je izumrla prapovijesna vrsta ptice iz reda plamenaca. Živjela je u razdoblju kasnog oligocena. Obitavala je diljem današnje južne Australije, gdje su nađeni njezini fosilni ostaci. O njoj nije poznato puno podataka.